# Maeacris saytu
Maeacris saytu is een rechtvleugelig insect uit de familie veldsprinkhanen (Acrididae). De wetenschappelijke naam van deze soort is voor het eerst geldig gepubliceerd in 2011 door Cigliano, Pocco & Lange.